# Heinkel HD 23
Heinkel HD 23 là một loại máy bay tiêm kích hai tầng cánh trên tàu sân bay của Đức trong thập niên 1920, nó được xuất khẩu cho Nhật Bản.

## Tính năng kỹ chiến thuật (HD 23a)
Đặc điểm tổng quát
- Kíp lái: 1
- Chiều dài: 7.55 m (24 ft 9 in)
- Sải cánh: 10.80 m (35 ft 5 in)
- Chiều cao: 3.79 m (12 ft 5 in)
- Diện tích cánh: 36.0 m2 (388 ft2)
- Trọng lượng rỗng: 1.470 kg (3.240 lb)
- Trọng lượng có tải: 2.070 kg (4.560 lb)
- Powerplant: 1 × BMW VI, 447 kW (600 hp)

Hiệu suất bay
- Vận tốc cực đại: 250 km/h (160 mph)
- Trần bay: 7.900 m (25.900 ft)